# Chu Thử
Chu Thử (tiếng Trung: 朱泚, bính âm: Zhu Ci, 743 - 784) là một tướng lĩnh, tể tướng và nghịch thần dưới thời nhà Đường trong lịch sử Trung Quốc. Ban đầu ông được phong là Tiết độ sứ Lư Long sau đó trở thành đại thần trong triều đình. Khi em trai ông là Chu Thao nổi dậy chống Đường thì ông bị Đường Đức Tông (779 - 805) bắt giam. Về sau, quân đội Kinh Nguyên cũng tiến hành nổi loạn, đuổi Đường Đức Tông ra khỏi Trường An, Chu Thử được quân Kinh Nguyên tôn làm hoàng đế, lấy quốc hiệu Đại Tần và sau đó là Đại Hán. Tuy nhiên cuối cùng Chu Thử bị đánh bại và bị giết trên đường trốn chạy.

## Thân thế
Chu Thử nguyên quán ở quận Xương Bình, U châu (gần Bắc Kinh). Phụ thân ông là Chu Hoài Khuê, tướng dưới quyền Tiết độ sứ Phạm Dương Bùi Khoan, sau theo hai giặc An và Sử, được An Sử phong làm Liễu Thành sử. Ông chào đời năm 743.
Chu Thử được sử sách miêu tả là tráng vĩ, bề ngoài có vẻ khoan dung nhân hậu nhưng bên trong rất hà khắc. Lúc An Sử chi loạn, Chu Hoài Khuê phục vụ Tiết độ sứ Lư Long Lý Hoài Tiên, sang năm 762, khi quân Sử sắp bị tiêu diệt, Lý Hoài Tiên đầu hàng nhà Đường và vẫn được giữ chức Tiết độ sứ. Chu Hoài Khuê được Đường Đại Tông phong làm Thứ sử Kế châu, tiếp tục phục vụ Lý Hoài Tiên. Năm 766, Chu Hoài Khuê hoăng, Chu Thử cùng em là Chu Thao theo lệ phụ ấm cũng được bổ làm tướng dưới quyền Lý Hoài Tiên.
Tuy hà khắc nhưng Chu Thử lại tỏ ra độ lượng với cấp dưới, sau khi chiến đấu thu được lợi phẩm gì thì ông đều ban phát cho tất cả tướng sĩ dưới quyền nhằm thu phục nhân tâm của họ

## Dưới quyền Lý Hoài Tiên và Chu Hi Thải
Năm 768, Chu Thử, Chu Thao và Chu Hi Thải hợp mưu với nhau tính kế giết Lý Hoài Tiên. Theo kế hoạch, Chu Thử và Chu Thao đến chỗ Lý Hoài Tiên giết hết bọn vệ sĩ, còn Chu Hi Thải đến sau và trực tiếp hạ sát Lý Hoài Tiên. Ban đầu, Chu Thử nhát gan sợ việc định bỏ chạy. Chu Thao thuyết phục ông
Nếu sự bại thì bọn chúng ta đường nào cũng phải chết cả, còn chạy trốn có ích gì. Sao bằng liều một phen.
Chu Thử bằng lòng. Kế hoạch thành công, ba người sát hại được Lý Hoài Tiên cùng toàn bộ gia quyến của ông này. Chu Hi Thải tự xưng Lư Long lưu hậu. Lý Bảo Thần ở Thành Đức đem quân thảo phạt (nhưng thất bại), triều đình cũng cử Vương Tấn đến Lư Long làm Tiết độ sứ để trấn áp, Chu Hi Thải dùng nghiêm binh uy hiếp, Vương Tấn lượng sức không chống lại được, bèn quyết định trở về kinh. Cuối năm đó, Đại Tông buộc phải cho Hi Thải làm Tiết độ sứ Lư Long. Chu Hi Thải lại rất tin tưởng anh em Chu Thử, giao cho nhiều binh quyền.
Chu Hi Thải tàn bạo và khắc nghiệt, bị các tướng dưới quyền bất mãn. Năm 772, tướng Lý Hoài Viện dẫn theo binh sĩ xông vào giết chết Chu Hi Thải. Chu Thao chớp lấy cơ hội, triệu tập các tướng lại rồi tuyên bố ủng hộ Chu Thử tiếp quản trấn Lư Long, các tướng bằng lòng. Do vậy, Chu Thử đang ở ngoài dinh được đón về tôn làm thủ lĩnh ở Lư Long. Ông sai sứ đến triều đình thông báo. Triều đình chấp thuận, phong Chu Thử là Lư Long tiết độ lưu hậu, Kiểm giáo tả tán kị thường thị. Sau đó lại có chiếu phong ông làm Lư Long tiết độ sứ, tước Hoài Ninh quận vương, thực phong 200 hộ.

## Tiết độ sứ Lư Long
Bấy giờ nhà Đường liên tiếp vấp phải các cuộc tấn công của nước Thổ Phiên (Tây Tạng). Mỗi năm cứ vào mùa thu là Thổ Phiên lại đưa quân sang quấy phá biên giới phía tây, có năm còn vào đến tận Trường An. Trước đó năm nào triều đình cũng có lệnh cho Tiết độ sứ các trấn giúp quân chống Thổ Phiên. Từ sau loạn An Sử thì nhiều trấn chỉ còn tuân phục triều đình trên danh nghĩa, bên trong cai trị độc lập và hay kháng lệnh của triều đình. Nhưng năm 773, Chu Thử theo lệnh của Đường Đại Tông, cho Chu Thao dẫn 5000 quân đến giúp phòng thủ Trường An vào mỗi mùa thu. Đại Tông hoan hỉ, do đó tín nhiệm Chu Thử, biểu dương ông giữa triều và ban cho nhiều bạc, lụa.
Năm 774, sau ba năm ở trấn, Chu Thử theo lời khuyên của Chu Thao, dâng biểu xin vào triều để tỏ lòng trung với triều Đường. Mùa thu năm 774, ông rời khỏi Lư Long, giao công việc ở trấn cho Chu Thao rồi đến Trường An. Giữa đường, ở Vệ châu, Chu Thử bị bệnh nặng. Các bộ tướng dưới quyền khuyên ông nên về trấn tĩnh dưỡng đến khi khỏi hẳn mới vào triều. Chu Thử không theo, bảo
Nếu ta chết thì đem thi thể đến kinh sư.
Tướng sĩ không còn biết nói gì

## Đại thần trong triều
Sau khi Chu Thử vào triều yết, Đại Tông ban cho ông hai xe ngựa, mười ngựa chiến cùng rất nhiều châu báu, lại thưởng cho tướng sĩ dưới quyền của ông. Lúc này ở Lư Long, Chu Thao nắm quyền và cho giết nhiều thân tín của Chu Thử, huynh đệ trở nên bất hòa. Chu Thử cũng do việc đó mà sợ sệt, không dám trở về trấn nữa mà xin ở lại Trường An. Đường Đại Tông bằng lòng, phong cho Chu Thao làm Tiết độ lưu hậu còn Chu Thử vẫn mang danh Tiết độ sứ (mặc dù không ở trấn). Năm 775, phong Đồng trung thư môn hạ bình chương sự (tức là chức tể tướng) và được chỉ huy quân đội ở Phụng Thiên.
Năm 776, Chu Thử được phong Kiểm giáo tư không, Lũng Hữu tiết độ phó đại sứ, thực tế nắm quyền quân sự ở hai vùng Hà Tây cùng Trạch Lộ. Năm 778, Chu Thử báo việc có một hai con mèo cùng sống với một con chuột và cho đó là điềm may mắn cho nhà Đường. Nhưng Trung thư xá nhân Thôi Hựu Phủ phản đối và bảo đó là điềm báo các đại thần không hoàn thành tốt chức trách phải làm (như mèo phải bắt chuột). Sau đó Đại Tông phân phong các tướng chỉ huy quân đội ở phía tây phòng Thổ Phiên tấn công vào mùa thu, trong đó Chu Thử chủ trì quân ở Biện Tống và Tri Thanh, cùng Quách Tử Nghi và Lý Bão Ngọc. Năm 779, Chu Thử được phong làm Toại Ninh quận vương.
Ngày 23 tháng 5 năm 779, Đại Tông băng, thái tử Thích đăng cơ, xưng là Đường Đức Tông. Đức Tông là người hà khắc, trước ngày lễ tang Đại Tông, triều đình quyết nghị về thể chế để tang. Tể tướng Thường Cổn bàn rằng quan lại trong thiên lại mặc áo xô gai trong ba ngày, tự hoàng đế (Đức Tông) cùng Khanh đại phu mặc áo tang 27 ngày. Thôi Hựu Phủ dẫn ra rằng xưa nay triều thần và thứ nhân không có sự khác biệt trong việc để tang thiên tử, và quan lại cũng chỉ mặc áo xô gai trong ba ngày. Hai bên tranh cãi nhau rồi Thường Cổn đuối lý nên rất bực tức, lại dâng sớ xin đày Thôi Hựu Phủ ra Triều Châu, trước đó đưa tờ biểu cho Chu Thử và Quách Tử Nghi ký vào để làm như các tể tướng đều đồng ý việc này. Đức Tông do mới lên ngôi còn ngại thế lực của Thường Cổn, đành phải chuẩn y. Nhưng không lâu sau, hai người lại dâng sớ cầu xin cho Thôi Hựu Phủ. Đức Tông triệu Chu Thử và Quách Tử Nghi đến hỏi tại sao thái độ trước sau bất nhất, hai ông trả lời không biết gì về tờ biểu của Thường Cổn. Đức Tông bèn cho rằng Thường Tổ giả nét chữ của hai người, bèn giáng làm Thứ sử Triều Châu và đón Thôi Hựu Phủ về triều, phong làm tể tướng.
Cũng trong năm đó, Chu Thử được đổi sang trấn Phượng Tường, ấp phong 300 hộ. Năm 780, Lý Hoài Quang được thay Đoàn Tú Thực làm Tiết độ sứ Kinh Nguyên. Tuy nhiên Lý Hoài Quang hung bạo khắc nghiệt bị các tướng dưới quyền bất mãn. Tướng Lưu Văn Hỉ cũng không phục Hoài Quang và kháng mệnh triều đình, Đức Tông sai Chu Thử cùng Hoài Quang và Thôi Ninh đánh dẹp. Văn Hỉ ghét Lý Hoài Quang, bèn thỉnh cầu cho Đoàn Tú Thực trở về hoặc đưa Chu Thử lên thay Hoài Quang. Có chiếu phong Chu Thử làm đến Kinh Nguyên làm Tiết độ sứ. Lưu Văn Hỉ lại không thèm chào đón Chu Thử và liên kết với Thổ Phiên làm loạn (nhưng Thổ Phiên không giúp). Chu Thử giao chiến với Lưu Văn Hỉ ở Kính châu đã nhiều trận nhưng không hạ được, tiền của cho việc binh đao cũng rất hao tốn, nên một số đại thần xin xá tội cho Lưu Văn Hỉ, nhưng Đức Tông vốn có ý loại trừ phiên trấn nên không nghe. Sau đó Lưu Hải Tân là tướng dưới quyền của Văn Hỉ nổi dậy, đánh bại Văn Hỉ rồi cắt đầu nộp về Trường An. Nhờ công lao đó, Chu Thử được tiến phong Trung thư lệnh, sau bái làm Thái úy.

## Phản Đường xưng đế
Năm 782, Chu Thao tại Lư Long liên kết với Lý Chính Kỉ ở Bình Lư, Lý Duy Nhạc ở Thành Đức, Điền Duyệt ở Ngụy Bác và Lương Sùng Nghĩa ở Sơn Nam Đông đạo khởi binh chống lại nhà Đường, sử xưng loạn tứ trấn. Lúc này Chu Thử đang ở Phượng Tường, Chu Thao nghĩ đến người anh, bèn viết thư bọc sáp sai người mang đến, trong thư kêu gọi Chu Thử hưởng ứng làm phản. Mã Toại bắt được thư, sai đưa về Trường An, dâng lên Đường Đức Tông. Đức Tông có ý lo ngại, bèn triệu Chu Thử về Trường An. Khi nghe tin, ông hoảng hốt dập đầu xin tha tội chết. Đức Tông bảo
Khanh với Thao cách xa ngàn dặm, làm sao hợp mưu tạo phản được. Đây không phải lỗi của khanh.
Mặc dù đinh ninh Chu Thử không tạo phản, nhưng vẫn sai giam ông lại trong phủ đệ tại Trường An. Cuối năm đó, Hà Bắc tứ trấn đều xưng vương hiệu nhưng lại bị yếu thế so với quân Đường. Lúc đó, Lý Hi Liệt ở Hoài Tây được lệnh đưa quân dẹp loạn, cuối cùng cũng liên kết với bốn trấn tạo phản. Ngày 2 tháng 11 năm 783, Diêu Lệnh Ngôn ở Kinh Nguyên dẫn 5000 quân Kinh Nguyên đến Trường An. Do quân sĩ Kinh Nguyên đi đường mệt mỏi nên có một số bị bệnh hoặc bị đói rét; Đức Tông sai Kinh triệu doãn Vương Hồng đến ủy lạo tướng sĩ, nhưng vị quan này chỉ cho quân Kinh Nguyên ăn chay chứ không cho ăn thịt. Quân Kinh Nguyên cực kì tức giận, bèn cùng nhau tấn công vào cung. Đức Tông không chống nổi, bèn trốn khỏi Trường An, nhằm về hướng Phụng Thiên mà chạy.
Quân Kinh Nguyên tiến vào cung và tha hồ cướp bóc giết chóc. Nhưng Diêu Lệnh Ngôn thấy mình ông đủ uy tín để chống lại triều đình, bèn đến phủ đệ của Chu Thử, bắt ông ra và tôn làm minh chủ. Đêm hôm đó ông vào tới cung điện, có đại thần bảo ông nên đón thiên tử về kinh. Ngày hôm sau, 3 tháng 11, Chu Thử soạn một bố cáo chuẩn bị đón Đức Tông về Trường An
Quân Kinh Nguyên ở biên giới đã lâu, không biết điều lễ nghĩa, bởi vậy vì tức giận mới có chuyện đánh vào cung và bức thiên tử về tây. Nay thái úy (tức Thử) tạm nắm quyền trong quân. Lệnh quân Thần Sách, binh sĩ, quan lại phải báo lại nơi ở của thiên tử. Trong ba ngày, ai không báo thì bị mất đầu.
Nghe tin đó, một số quan lại tưởng thật, bèn nói chỗ của Đức Tông cho Chu Thử biết. Có đại thần khuyên ông nên mau đón thiên tử về kinh, nhưng đó không phải ý định của ông. Một số quan lại trung thành với nhà Đường biết Chu Thử có ý khác nên bỏ trốn. Lúc đó, đại thần Nguyên Hưu đố kị với tể tướng Lư Kỉ và oán hận Đức Tông không dùng mình, bèn dâng thư khuyến tiến lên Chu Thử. Các tướng Lý Trung Thần và Trương Quang Thịnh cũng hùa theo ông. Chu Thử đã quyết định làm phản.
Đoàn Tú Thực (vốn được Chu Thử tín nhiệm) và Lưu Hải Tân vẫn trung thành với triều đình, nên lập mưu giết Chu Thử và đón Đức Tông về Trường An. Ngày khởi sự, Lý Trung Thần bảo vệ được Chu Thử, Tú Thực bị giết.
Ngày 6 tháng 11, Chu Thử tiếm xưng là hoàng đế ở điện Tuyên Chánh, đặt quốc hiệu Đại Tần, lập chiếu sắc phong Chu Thao làm hoàng thái đệ, Lý Trung Thần, Trương Quang Thịnh, Nguyên Hưu, Diêu Lệnh Ngôn làm tể tướng, cải nguyên Ứng Thiên năm đầu. Bắt Thái thường khanh Phàn Hệ viết sách lên ngôi. Phàn Hệ viết xong uống rượu độc tự tử. Chu Thử giết rất nhiều tông thất nhà Đường, tàn phá tông miếu, cướp bóc ngự vật và sai người đi báo cho Chu Thao, và phân công nhau: Chu Thao mang quân đánh chiếm khu vực bắc sông Hoàng Hà, Chu Thử sẽ đánh chiếm khu vực Tam Tần (Quan Trung), rồi cùng nhau hội binh ở Lạc Dương.

## Chiến đấu với triều Đường
Ngay trước khi xưng đế, Chu Thử đã phái Hàn Mân dẫn 3000 quân đến Phụng Thiên, bề ngoài nói là nghênh thiên tử về kinh nhưng thực chất là thừa cơ tấn công, bắt sống Đức Tông. Sau đó, Chu Thử đích thân dẫn đại quân theo sau, cử thêm Diêu Lệnh Ngôn, Trương Quang Thịnh, Lý Trung Thần, Cừu Kính Trung... đưa quân đến đánh tiếp. Đế sai Cao Trọng Kiệt đến Lương Sơn chống trả nhưng thất bại và bị giết. Chu Thử khen là trung thần rồi ông đắc thắng bảo với các tướng
Tàn đảng ở Phụng Thiên chẳng qua mấy ngày nữa là bình xong.
Đại tướng Hồn Giam tập hợp binh mã chỉ gồm 10 người bất thần đánh Trường An. Chu Thử dẫn quân trở về và nhanh chóng diệt được, sau đó lại dồn sức đánh Phụng Thiên. Phụng Thiên trong tình thế nguy cấp, lương thực cạn, Đức Tông phải ăn đến cả rau dại và lương khô. Nhưng may mắn là đến ngày 18 tháng 1, Lý Hoài Quang đang giao chiến với bốn trấn đem quân về cứu giá, đánh bại quân Tần ở Lễ Tuyền. Chu Thử sợ thế Hoài Quang nên muốn nhanh chóng hạ Phụng Thiên trước khi Hoài Quang đến mà không được, cuối cùng phải rút về Trường An để tránh phải đối đầu với Lý Hoài Quang. Về sau,, ông không còn đe dọa Phụng Thiên thêm lần nào nữa, nhưng vẫn cho phao tin rằng Phụng Thiên đã nguy cấp, sắp bị diệt để kích tướng sĩ.
Ngày 27 tháng 1, Chu Thử đổi quốc hiệu là Đại Hán, cải nguyên Thiên Hoàng nhằm thay đổi vận số. Đồng thời ông sát hại đông đảo tông thất nhà Đường ở Trường An, nhưng từ chối đề nghị của các bộ tướng, không ép các quan lại trung thành với nhà Đường phải thần phục mình và không phá hủy tông miếu nhà Đường. Trong khi đó tại Phụng Thiên, Đức Tông ban chiếu thư tự trách mình không biết nghe lời can gián, để cho gian nhân thao túng mà nghi ngờ tướng lĩnh khiến họ nổi loạn, sau đó hạ lệnh xá tội cho tất cả những người đã tạo phản trước kia, trừ Chu Thử, đồng thời miễn thuế thân cho những binh lính tham gia trong trận chiến với quân Đại Tần. Do đó, bốn trấn Hà Bắc quy phục nhà Đường, bỏ vương hiệu, Chu Thao không ngăn cản được.
Tuy nhiên lúc này Lý Hoài Quang lại bất hòa với thừa tướng Lư Kỉ. Chu Thử nhân cơ hội đó, tìm cách dụ Hoài Quang theo phe mình, hẹn ước sẽ chia nhau vùng Quan Trung để cùng xưng đế, kết làm anh em. Đến ngày 20 tháng 2, Lý Hoài Quang nghe theo, hội quân cùng Chu Thử phản Đường. Lý Hoài Quang nhân đêm tối cho quân công đánh Lý Kiến Huy và Dương Huệ Nguyên, giết Huệ Nguyên, sau đó mật ước với Chu Thử cùng tiến thẳng đến Phụng Thiên để bắt sống Đức Tông. Đức Tông hạ lệnh giới nghiêm trong toàn thành Phụng Thiên, để Đái Hưu Nhan ở lại giữ thành, còn mình thì chạy theo hướng tây đến Lương châu. Thấy Đức Tông bỏ chạy, một số đại thần ở Trường An đã thần phục Chu Thử như Triệu Tán, Bạch Chí Trinh...
Lúc này nội bộ quân của Lý Hoài Quang chia rẽ, các tướng dưới quyền bắt đầu li khai với Hoài Quang, thế lực của Hoài Quang suy yếu. Còn Chu Thử lại ngại thế lực của Lý Hoài Quang, không muốn cho Hoài Quang xưng đế, nên chỉ dùng lễ kẻ dưới để tiếp đãi. Lý Hoài Quang giận lắm, bèn chạy về phía đông, đến đất Hà Trung để tránh xa Chu Thử. Trước đó chư tướng ở Kinh Nguyên muốn giết ông, ông biết tin bèn đem của cải ra dụ nên âm mưu không được thực hiện. Nhà Đường lại sai sứ sang cầu viện Thổ Phiên, mượn được 20.000 quân, thế lực lại mạnh lên. Chu Thử tìm cách ngăn chặn, cho đút lót tướng sĩ Thổ Phiên khiến chúng giả vờ đi chậm để đến Phụng Thiên càng trễ càng tốt.

## Thất bại bị giết
Các tướng nhà Đường là Lý Thịnh và Hồn Giam chuẩn bị chiếm lại Trường An. Ngày 12 tháng 5, quân Đường từ Phụng Thiên tiến về Trường An, các vùng quanh kinh đô lần lượt bị quân Đường chiếm lại. Ngày 18 tháng 5, quân Đường tiến sát Trường An, đánh bại quân của các tướng Lý Hi Thiến, Trương Đình Chi, Hàn Mân. Trương Quang Thịnh vốn đã có ý hàng nhà Đường, bèn đề nghị Chu Thử bỏ Trường An chạy đến chỗ khác. Ngày 20 tháng 5, Chu Thử cùng Diêu Lệnh Ngôn, Nguyên Hưu, Chu Bình, Chu Toại chạy về phía tây, không lâu sau quân Đường kéo đến, Trương Quang Thịnh mở cửa thành đầu hàng.
Chu Thử dự định trốn sang đất Thổ Phiên châu, trên đường chạy nhiều người dưới quyền bỏ trốn, lực lượng ngày càng tan rã. Khi đi ngang qua Kính châu, ông định nương nhờ tướng cũ của mình là Tiết độ sứ Kinh Nguyên Điền Hi Giám nhưng Hi Giám trở mặt không nhận và muốn chống lại. Chu Thử bảo Hi Giám
Ông từng nhận sở thụ của ta, sao nay lại chống lệnh.
Rồi sai người bảo Hi Giám
Ông đã từng giết một Tiết độ sứ, Đường thiên tử sao có thể dung nạp được nữa. Chi bằng giúp Chu công thành đại sự.
Hi Giám không theo. Thử bèn xua quân tấn công thành. Nhưng chỉ có chưa đầy một trăm quân thì làm sao chống lại được, cuối cùng Chu Thử thua trận, phải chạy tiếp. Quân sĩ Kinh Nguyên giết Diêu Lệnh Ngôn rồi Điền Hi Giám. Lúc đó chỉ còn một số ít tàn binh của Lư Long đi theo Chu Thử. Chu Thử lại chạy sang Ninh châu. Thứ sử Hạ Hầu Anh sai quân dàn trận trước thành, Chu Thử lại phải bỏ sang chỗ khác. Khi đến Bành Nguyên, các tướng bàn nhau phản Chu Thử. Đầu tiên Lương Đình Phân và Chu Duy Hiếu dùng cung tên bắn ông khiến ông ngã xuống một cái hố. Nhân đó, bọn Hàn Mân, Tiết Luân, Cao U Nham, Chu Tiến Khanh, Đổng Hi Chi... cùng xông đến chém nhiều nhát vào người ông. Chu Thử chết rồi, Hàn Mân chặt đầu ông rồi đầu hàng nhà Đường. Tháng 8 năm đó, Đường Đức Tông về kinh..
Chu Thử làm phản chỉ hơn nửa năm thì bị giết, cải quốc hiệu hai lần, cải nguyên hai lần, thọ 42 tuổi.